# Sahna (Iran)
Sahna (صحنه) és una població de l'Iran a les muntanyes Zagros a la carretera entre Kangawar i Bisutun, a 61 km de Kermansah. Avui dia és un comtat, però abans fou una comarca o districte (baksh, que és una subdivisió del comtat), habitada per turcmans khodabandelu (que viuen principalment a Hamadan) formada per 28 pobles. Prop de la ciutat i ha dues tombes probablement aquemènides.
No s'ha de confondre amb Sinna (Sanandaj) la ciutat kurda. La població del baksh el 1950 era de 41.700 habitants; el 1991 la ciutat (sense el territori) tenia 29.275 habitants.